# Jüdischer Friedhof (Beeskow)

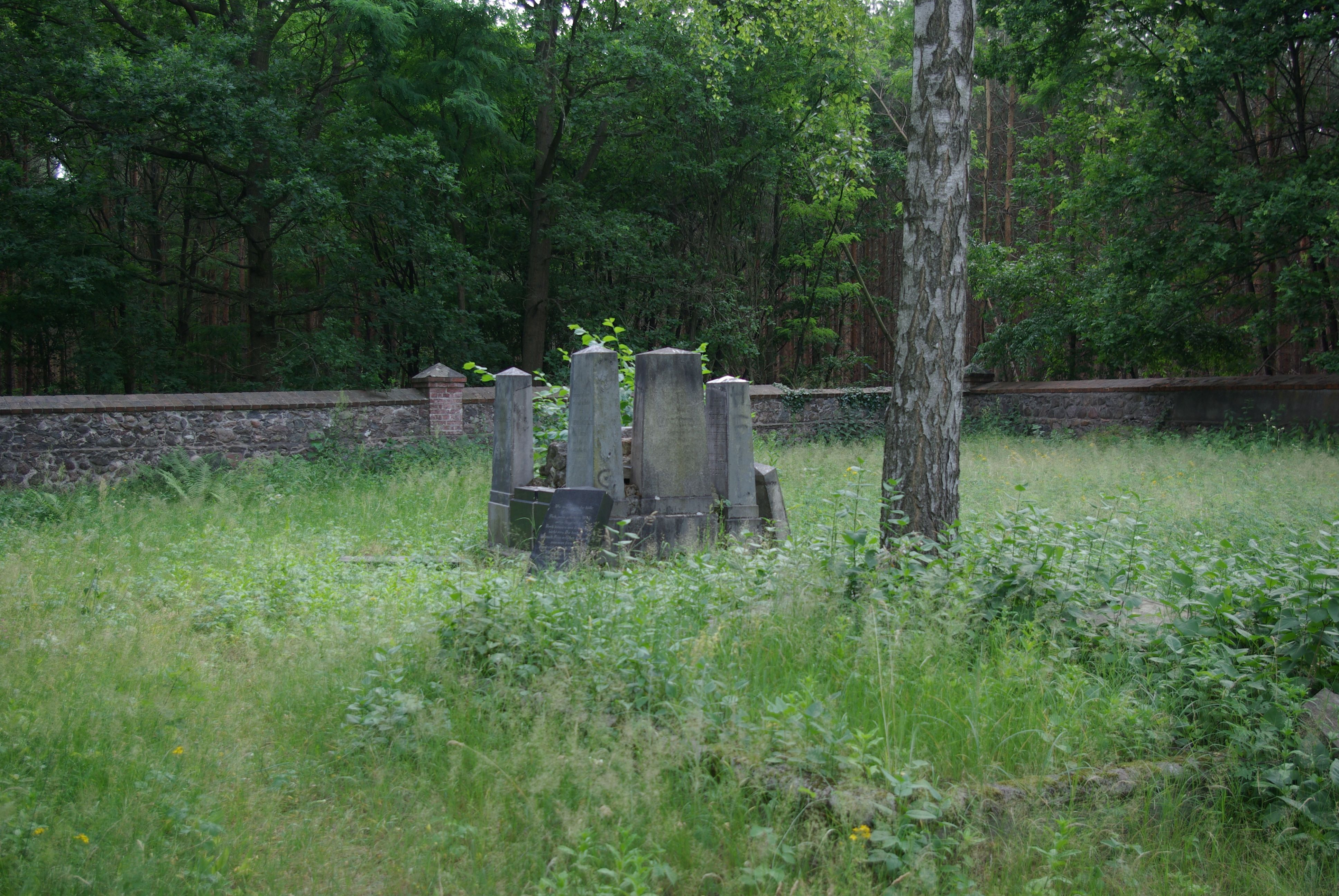
Jüdischer Friedhof in Beeskow

Der Jüdische Friedhof Beeskow ist ein Baudenkmal in der Kreisstadt Beeskow des Landkreises Oder-Spree in Brandenburg.
Der jüdische Friedhof wurde in der ersten Hälfte des 19. Jahrhunderts angelegt und später nach Norden erweitert. Der älteste erhaltene Grabstein stammt aus dem Jahr 1862, der jüngste von 1928. Der Friedhof befindet sich in einem Wald an der Straße nach Kohlsdorf, einem Ortsteil Beeskows, in der Nähe der Bundesstraße 87. 
Der jüdische Friedhof wurde in der Zeit des Nationalsozialismus nicht zerstört. Nachdem um 1960 Jugendliche den Friedhof verwüstet hatten, wollten ihn die Verantwortlichen in guter Absicht zu einer Gedenkstätte umwandeln. In der Mitte der 1980er Jahre wurde der Friedhof umgestaltet. Nur zwölf Gräber befinden sich an ihrem ursprünglichen Ort. Die jüngeren Grabsteine wurden in der Mitte des Friedhofs zu einem Monument zusammengefasst, den größere Grabsteine umgeben. Das Innere dieses Blockes ist mit Grabsteinbruchstücken aufgefüllt. Ältere Grabsteine wurden entlang der Friedhofsmauer aufgestellt.
1988 wurde der jüdische Friedhof durch aufgemalte Hakenkreuze geschändet. Im Oktober 2003 wurden Umfassungsmauer und Grabsteine mit antisemitischen Parolen beschmiert.